# Săgeata căpitanului Ion
Săgeata căpitanului Ion este un film românesc din 1972 regizat de Aurel Miheleș. Rolurile principale au fost interpretate de actorii Vladimir Găitan, Carmen Ghiman și Amza Pellea.

## Distribuție
Distribuția filmului este alcătuită din:
- Vladimir Găitan — căpitanul Ion, oștean devotat domnului Vlad Țepeș
- Carmen Ghiman — Ilina, fiica vistiernicului Flor, iubita căpitanului
- Amza Pellea — Ali-Beg, comandantul achingiilor otomani
- Ion Besoiu — spătarul Andrei, fiul marelui boier Barbălată, logodnicul Ilinei
- Mircea Albulescu — Salom, căpetenia gărzii
- Nicolae Secăreanu — călătorul orb
- Ion Marinescu — vistiernicul Flor, conducătorul complotului boieresc
- Ștefan Velniciuc — Radu cel Frumos, fratele lui Vlad Țepeș, pretendent la tronul Țării Românești
- Viorel Comănici — grămăticul Radu Farmă
- Mihaela Nestorescu — slujnica țigancă a Ilinei
- Sanda Aderca — însoțitoarea călătorului orb
- Virgil Ogășanu — Vlad Țepeș, domnul Țării Românești
- Al. Alexandrescu-Vrancea — marele vizir
- Mircea Cosma — boier muntean trădător
- Traian Păruș
- Mihai Beluri
- Mihai Soroțki
- Ion Bănceanu
- Viorel Manta
- Gheorghe Gîmă
- Tudor Stavru — oștean otoman
- Aurel Grușevschi — oștean otoman
- Constantin Păun — oștean otoman
- Vasile Gh. Popa — oștean otoman
- Adrian Ștefănescu — oștean otoman
- Alexandrescu Manea — oștean otoman
- Paul Fister — oștean otoman
- Nicolae Dide — oștean otoman
- Alexandru David
- Gheorghe David
- Nicu Iordache — oștean otoman
- Gheorghe Mazilu — oștean otoman

## Primire
Filmul a fost vizionat de 2.238.736 de spectatori în cinematografele din România, după cum atestă o situație a numărului de spectatori înregistrat de filmele românești de la data premierei și până la data de 31 decembrie 2014 alcătuită de Centrul Național al Cinematografiei.